# Mathias Krigbaum
Mathias Krigbaum (Copenhague, 3 de febrero de 1995) es un ciclista danés.

## Trayectoria
En 2011 fue campeón junior contrarreloj en el Festival Olímpico de la Juventud Europea. En 2012 se proclamó campeón de Europa contrarreloj para juniors. En 2013 se alzó con la plata en el Campeonato Mundial de Ciclismo en Ruta Juvenil en Florencia, Italia, solo a 8 segundos del oro que consiguió el fallecido Igor Decraene.

## Palmarés
2011
- Festival Olímpico de la Juventud Europea Contrarreloj Junior[1]

2012
- Campeonato Europeo Contrarreloj Junior

2013
- 2.º en el Campeonato Mundial Contrarreloj Junior